# Tumso Abdurachmanov
Tumsó Umaltovič Abdurachmanov (in russo Тумсо Умалтович Абдурахманов? in ceceno IабдурахьмангIеран Умалтан Тумсо, Jabduraẋmanġeran Umaltan Tumso; Bolshaya Varandy, 19 dicembre 1985) è un blogger, attivista e dissidente russo di etnia cecena.
Nel febbraio 2020 è stato vittima di un tentato omicidio di cui è stato accusato il presidente della Repubblica Cecena Ramzan Kadyrov.
Due anni dopo è stato dato per morto dopo un altro attentato, tuttavia la polizia svedese ha smentito la notizia.

## Biografia

### Persecuzione ed emigrazione
Tumsó Abdurachmanov è nato nel 1985 nei pressi di Groznyj, capitale della Repubblica Autonoma Socialista Sovietica Cecena. Il padre Umalt Abdul-Magidovič Abdurachmanov era un dissidente sovietico ed ufficiale separatista della Repubblica cecena di Ichkeria, condannato a morte nel 2000 dopo la prima guerra cecena. Nel 2004, dopo essersi laureato in ingegneria, inizia a lavorare come ingegnere nell'azienda "Telecomunicazioni della Repubblica Cecena", fino a diventarne vice-direttore nel 2011. Dal 2009 al 2011 è stato militante del non-registrato Partito della Cecenia Independente del primo ministro della Repubblica cecena di Ichkeria in esilio Akhmed Zakayev, dichiarata ufficialmente organizzazione illegale nella Federazione Russa dal 2011. Nel 2012 diviene critico del regime del presidente Kadyrov pubblicando post attraverso social network. Nel luglio del 2014 apre un canale YouTube in cui promuove il separatismo della Cecenia e discute e critica il sistema del governo di Vladimir Putin e Ramzan Kadyrov.
Nel 2015 organizza una grande manifestazione, con circa 3 000 partecipanti, contro Kadyrov e il partito Russia Unita, la prima protesta nella repubblica fin dalla sua nascita. Nel 2015 è costretto a dimettersi e ad emigrare in Georgia a causa di un video che aveva pubblicato su YouTube in cui criticava il padre di Kadyrov, definendolo traditore del popolo ceceno. Dopo essersi visto rifiutare il diritto d'asilo dal governo di Tbilisi si stabilisce in Svezia. Nel 2016, alle elezioni del Capo della Repubblica Cecena, Abdurakhmanov ha invitato i suoi sostenitori a boicottare il voto o votare "contro tutti" in quanto, secondo lui, tutti i candidati ammessi non sono veri oppositori di Kadyrov e i risultati delle elezioni saranno sicuramente falsificati. Contro tutti i candidati ufficialmente hanno votato il 2,1%.
Nel 2017 fonda un'organizzazione investigativa anti-Kadyrov con lo stesso nome del suo canale YouTube Abu-Saddam Shishani, con sede a Stoccolma.

### Tentato omicidio e presunta morte
Nel dicembre 2019 si è recato in Svezia facendo domanda di asilo, rifiutata però dallo stato svedese ai sensi della convenzione di Dublino.
Pochi mesi dopo, il 27 febbraio 2020 è stato vittima di un tentato omicidio su commissione del governo ceceno, venendo aggredito nella sua casa di Gävle da uno sconosciuto con un martello.
Durante le indagini sull'attacco, gli è stato concesso il permesso legale di risiedere in Svezia. In seguito l'aggressore, membro del clan paramilitare Kadyrovcy, è stato arrestato dalla polizia svedese e condannato a dieci anni di carcere;  mentre al complice ne sono stati dati otto, oltre all'espulsione a vita dal suolo svedese. Nell'aprile 2021, una corte d'appello ha aumentato la pena dell'aggressore a dodici anni, mentre la pena del complice è stata ridotta a un anno e sei mesi; mentre il 6 ottobre 2021 lo stato svedese ha concesso ad Abdurachmanov l'asilo nel paese.
Nella primavera del 2022 ha denunciato l'invasione russa dell'Ucraina; mentre il 2 novembre 2022 ha pubblicato un post su Telegram annunciando la costituzione del partito politico Voce della Cecenia (in ceceno Noxçiyçönan Az).
Il 5 dicembre 2022, il canale telegram 1ADAT, riferendosi ai dati di "informatori dall'Europa e dalla Cecenia", ha confermato la sua morte, avvenuta nella notte dell'1 e del 2 dicembre per mano di un gruppo di persone non identificate. Questi report sono stati però smentiti dal tribunale penale tedesco di Monaco di Baviera in cui egli stesso aveva testimoniato nel novembre 2022, inoltre anche la polizia svedese non ha confermato la sua morte.
Il 9 dicembre, Achmed Zakayev ha affermato che Abdurachmanov fosse ancora vivo e sotto la protezione della polizia svedese.

## Ideologia
L'ideologia politica di Abdurachmanov si fonda sull'anti-repressione, sul nazionalismo e indipendentismo ceceno, sull'Islamismo moderato e sul libertarismo di destra. Inoltre è contrario alla persecuzione delle persone omosessuali.

## Sondaggi sociologici
- Secondo Levada Center la popolarità di Abdurakhamnov in Cecenia varierebbe tra l'1,5% e il 2%. A Groznyj questo dato invece varia tra il 4% e 6%.
- Nel 2019, secondo un sondaggio, alle elezioni del Capo della Cecenia, solamente l'1,8% dei ceceni darebbero il loro voto al dissidente, equivalente al quarto posto dopo il presidente Ramzan Kadyrov (89%), il liberale Idris Usmanov (2,1%) e il comunista Gairslot Bataev (1,9%), superando comunque il candidato pro-Kadyrov Sultan Denilhanov (1%) e il candidato dal partito ultranazionalista russo Uladnizir Abulohnov (0,4%).
- Sempre secondo Levada Center, nel 2020, dichiaravano di conoscere Abdurakhamnov il 45% dei ceceni (71% nella capitale), di quelli che dichiaravano di conoscerlo il 66% si esprimeva negativamente, il 25% neutralmente e il 9% positivamente.
- Levada Center ha inoltre dichiarato che la gente in Cecenia ha paura di esprimersi e questo potrebbe aver influenzato il risultato, il 69% dei intervistati, invece, si sono rifiutati di parlare di politica.